# Mittheilungen des Gewerbevereins für das Königreich Hannover
Mittheilungen des Gewerbevereins für das Königreich Hannover titelte eine Zeitschrift, die erstmals zu Beginn der Industrialisierung im Königreich Hannover in der Helwingschen Verlagsbuchhandlung erschien. Herausgeber des von 1834 bis 1866 erschienenen Blattes, das Themen rund um  zeitgenössischen Handel, Kommunikation und Verkehr behandelte, war der Gewerbeverein für das Königreich Hannover.
Redakteure ab der ersten Lieferung waren Karl Karmarsch und der seinerzeitige Amts-Assessor, Sekretär und Mitbegründer des Gewerbevereins Friedrich Wilhelm von Reden.
Die Mitteilungen enthielten verschiedene Beilagen mit folgenden Untertiteln:
- Bericht der Direction des Gewerbevereins für das Königreich Hannover über die bisherige Tätigkeit des Vereins[1]
- Notizblatt des Gewerbevereins für das Königreich Hannover[1]
- Verzeichnis der in den Sammlungen der Direction des Gewerbevereins für das Königreich Hannover befindlichen Bücher, Maschinen, Modelle, Werkzeuge, Muster[1]

Bis 1852 erschienen fortlaufend nummerierte 69 Ausgaben des Blattes, ab 1853 eine „Neue Folge“ mit neuer Zählung. Nach der Annexion des Königreichs Hannover durch Preußen wurden Nachfolgerin der Zeitschrift mit entsprechend geändertem Titel die Mittheilungen des Gewerbe-Vereins für Hannover.